# Cryptocephalus bahilloi
Cryptocephalus bahilloi – gatunek chrząszcza z rodziny stonkowatych i podrodziny Cryptocephalinae.
Gatunek ten został opisany w 2003 roku przez José Ignacio Lópeza Colóna.
Chrząszcz endemiczny dla Hiszpanii.